# Jovan Ristić
Jovan Ristić (Јован Ристић), född 16 januari 1831 i Kragujevac, död 4 september 1899 i Belgrad, var en serbisk politiker.
Ristić inträdde efter studier i Tyskland och Frankrike 1854 i statstjänst och var 1860–67 serbisk diplomatisk agent i Konstantinopel, där han skötte de underhandlingar, som 1867 ledde till, att turkarna utrymde de serbiska fästningarna. Efter att under en kort tid i slutet av 1867 ha varit ministerpresident och utrikesminister var han 1868–72 medlem av tremannaregentskapet under furst Milan I:s minderårighet, varunder han genomförde den liberala författningen av 1869, och blev efter furstens myndighetsförklaring 1872 utrikesminister samt 1873 president i dennes första ministär, men avgick mot slutet av sistnämnda år.
Under Balkankrisen 1875 ställdes Ristić åter i spetsen för regeringen, avgick efter kort tid samma år, men återkallades i april 1876 och kvarstod sedan ända till 1880. Under denna tid utkämpade Serbien två krig med Osmanska riket och lyckades på Berlinkongressen 1878, där Ristić representerade sitt land, förvärva oberoende och utvidgning av sina gränser.
Ristićs avgång 1880 framkallades av hans motsättning mot Österrike, och han var sedermera den egentlige ledaren för den ryssvänliga s.k. liberala oppositionen. I juni 1887 kallades han ännu en gång till ministerpresident och utrikesminister, men avgick redan i december samma år Efter Milan I:s abdikation 6 mars 1889 blev han förste medlem av tremannaregentskapet under Alexanders minderårighet, vilket emellertid störtades genom dennes statskupp 13 april 1893. Han lämnade sedan det politiska livet.
Ristić författade åtskilliga arbeten (mestadels på serbiska) om Serbiens samtida historia och litteratur.